# Sonen (roman)
Sonen är en roman av Georges Simenon, utgiven i Frankrike år 1957. Franska originalets titel är Le Fils. Stig Dahlstedt översatte romanen till svenska 1959.

## Handling
Romanen skildrar med visst vemod relationen mellan generationer och består huvudsakligen av ett långt brev som en man skriver till sin sextonårige son Jean-Paul där han skildrar familjens historia. Tyngdpunkten ligger på den relation som mannen haft med sin egen far och den relation han nu, då hans far just dött, har till sin egen son. Fast familjen lever ett solitt borgerligt liv gör mannen då och då antydningar kring mörka händelser i det förflutna som först mot slutet av romanen får sin förklaring.